# Kevin MacLeod
Kevin MacLeod (Green Bay (Wisconsin), 28 september 1972) is een Amerikaanse componist en muzikant. MacLeod heeft meer dan 2.000 nummers gecomponeerd en beschikbaar gesteld onder een Creative Commons-copyrightlicentie.  Dankzij zijn licentieopties kan iedereen zijn muziek gratis gebruiken, zolang hij maar een attributie (credit) ontvangt, wat ertoe heeft geleid dat zijn muziek in duizenden films is gebruikt. Zijn muziek is ook gebruikt in een aantal commerciële videogames zoals Kerbal Space Program, Geometry Dash, evenals in een groot aantal YouTube-video's en -films. Vanaf 2017 is zijn muziek te zien op een van de live feeds van het International Space Station, Earth From Space.

## Vroege leven
MacLeod werd geboren op 28 september 1972 in Green Bay, Wisconsin. Hij ging naar de universiteit, waar hij muziekonderwijs studeerde. 

## Carrière

### Muziekdistributie
MacLeod stelt dat hij zijn muziek uitbrengt onder Creative Commons-licenties om het aantal mensen dat zijn muziek kan gebruiken te maximaliseren. Op de FAQ van zijn website sprak hij minachting uit voor de huidige staat van copyright; hij hoopt "een alternatief oeuvre te creëren dat met hen kan concurreren". 
De meest populaire licentie van MacLeod is de CC BY; zijn muziek is gratis te gebruiken, maar zijn naam moet wel vermeld worden. Er is ook een licentie zonder attributie beschikbaar voor mensen die MacLeod niet willen of kunnen crediteren; de licentie kost zo'n 29 euro voor één nummer, zo'n 48 voor twee nummers en 19 per nummer voor drie of meer nummers.
MacLeod heeft ook FreePD.com gemaakt, dat nieuwe geluidsopnames uit het publieke domein verzamelt van verschillende artiesten. In plaats van te wachten tot oude auteursrechten verlopen, hoopt hij een kwaliteitsbibliotheek te bieden met moderne opgenomen werken van artiesten die hun muziek expliciet in het publieke domein vrijgeven. Sommige eigen nummers van MacLeod zijn ook beschikbaar op de website; hij legt uit dat deze nummers "niet commercieel levensvatbaar zijn in de traditionele zin, en gewoon rommel toevoegen [op zijn primaire website] die mensen belemmert bij het vinden van de stukken die ze misschien willen hebben." 

### Onderwerp van documentaire
MacLeod is het onderwerp van een documentaire Royalty Free: The Music of Kevin MacLeod. De film had een beperkte release in oktober 2020. Ryan Camarda, de regisseur en producent van de film, voerde een inzamelingsactie op Kickstarter met een doel van €29.000; tegen het einde van de campagne hadden 524 donateurs in totaal €29.422 toegezegd. Volgens de Kickstarter-pagina was het bedrag nodig voor transport om persoonlijke interviews af te nemen met de verschillende onderwerpen in de film. De documentaire heeft positieve recensies ontvangen van critici. 

### Onderscheidingen en lofbetuigingen
In 2015 ontving MacLeod de International Honorary Web Video Award tijdens de 2015 German Web Video Awards door de European Web Video Academy voor zijn levenslange prestatie bij het beïnvloeden van de Duitse webvideogemeenschap.  

## Discografie

### Albums
- 2006: Dorney Rock
- 2006: Missing Hits 2
- 2012: Cuentos de Recuperación (met Sonia Echezuria)
- 2014: Horror Soundscapes
- 2014: Highland Strands
- 2014: Ghostpocalypse
- 2014: Calming
- 2014: Hard Electronic
- 2014: Madness and Paranoia
- 2014: PsychoKiller
- 2014: Supernatural Haunting
- 2014: The Ambient
- 2014: Cephalopod
- 2014: Dark World
- 2014: Disco Ultralounge
- 2014: Polka! Polka! Polka!
- 2014: Primal Drive
- 2014: Sadness
- 2014: The Descent
- 2014: Dark Continent
- 2014: Wonders

- 2014: Action Cuts
- 2014: Aspiring
- 2014: Light Electronic
- 2014: Medium Electronic
- 2014: Mystery
- 2014: Tenebrous Brothers Carnival
- 2014: Atlantean Twilight
- 2014: Healing
- 2014: Latinesque
- 2014: Take the Lead
- 2014: Thatched Villagers
- 2014: Happyrock
- 2014: Music to Delight
- 2014: Silent Film: Light Collection
- 2014: Vadodara
- 2014: Bitter Suite
- 2014: Comedy Scoring
- 2014: Reunited
- 2014: Funkorama
- 2014: Oddities
- 2014: Silent Film: Dark Collection

- 2015: Christmas!
- 2015: Darkness
- 2015: Exhilarate
- 2015: Film Noire
- 2015: Netherworld Shanty
- 2015: Romance
- 2015: Video Classica
- 2015: Virtutes Instrumenti
- 2015: Ossuary
- 2015: Pixelland
- 2016: Maccary Bay
- 2016: Mystic Force
- 2016: Anamalie
- 2016: Final Battle
- 2016: Carpe Diem
- 2016: Groovy
- 2016: Mesmerize
- 2016: Traveller
- 2017: Shadowlands
- 2017: Destruction Device
- 2017: Spirit

- 2017: Ferret
- 2017: Teh Jazzes
- 2017: Miami Nights
- 2018: Spring Chicken
- 2018. Sheep Reliability
- 2019: Meditation
- 2019: Epic
- 2019: The Complete Game Music Bundle
- 2019: Complete Collection (Creative Commons)
- 2020: SCP-XXX
- 2020: Relaxx
- 2021: Missing Hits
- 2021: The Waltzes
- 2021: Missing Hits C to E
- 2021: Missing Hits N to R
- 2021: Missing Hits Calmness
- 2021: Missing Hits F to J
- 2021: Missing Hits K to M
- 2021: Missing Hits A to B
- 2021: Missing Hits S to T
- 2021: Missing Hits U to Z

### Singles en ep's
- 2011: The Cannery
- 2014: Tranquility 5
- 2014: Sneaky Snitch
- 2014: Fluffing a Duck
- 2014: Orrganic Meditation
- 2014: Touching Moments
- 2014: Impact
- 2015: Somewhere Sunny
- 2015: Garden Music
- 2016: Vicious
- 2017: Ever Mindful
- 2018: Magic Scout: A Calm Experience
- 2018: Laserpack
- 2019: Dream Catcher
- 2019: Flying Kerfufle
- 2019: Le Grand Chase

- 2019: Crusade: Heavy Industry
- 2019: OnionCapers
- 2019: Envision
- 2019: Glitter Blast
- 2019: Leaving Home
- 2019: Magistar
- 2019: Midnight Tale
- 2019: River Flute
- 2019: Symmetry
- 2019: Sovereign
- 2019: Hustle Hard
- 2019: Almost Bliss
- 2019: Beauty Flow
- 2019: Half Mystery
- 2019: Past Sadness
- 2019: Raving Energy

- 2019: Rising Tide
- 2019: Tyrant
- 2019: Sincerely
- 2019: Celebration
- 2019: Deep and Dirty
- 2019: Fuzzball Parade
- 2019: Lotus
- 2019: Realizer
- 2019: Stay the Course
- 2019: Verano Sensual
- 2019: Wholesome
- 2019: Farting Around
- 2019: Aquarium
- 2019: Monkeys Spinning Monkeys
- 2019: A Kevin MacLeod Xmas
- 2019: Folk?

- 2019: Menagerie
- 2020: Worldish
- 2019: Scheming Weasel (Peukie Remix)
- 2020: What You Want
- 2020: Island Music
- 2020: On Hold for You
- 2020: Canons in D
- 2020: Project 80s
- 2021: World
- 2021: Now That's Now!
- 2021: Night in the Castle
- 2021: Adventures in Adventureland
- 2021: WOTSITS!!!!
- 2021: Space Jazz
- 2021: Ethereal Relaxation
- 2022: Journey to Ascend
- 2022: Boogie Party